# Odaenathus

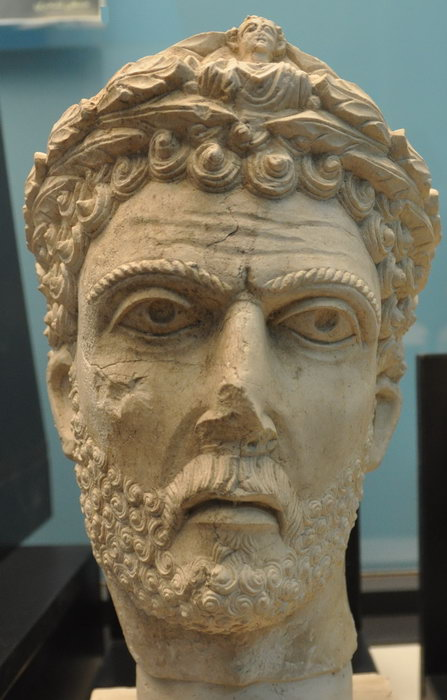
Odenaethus

Lucius Septimius Odaenathus (arabiska Udhaina), död 267/268 e. Kr., var furste i Palmyra och  härskare över Romerska rikets östra del. Han försvarade romarrikets östra gräns mot sasaniderna med stor framgång.
Odaenathus var en medlem i Palmyras styrande familj och romersk medborgare. Kejsar Valerianus belönade honom genom att år 258 upphöja honom till ställningen som romersk konsul och lydkonung i Palmyra för att han hade fört ett framgångsrikt fälttåg mot Persien och utvidgat romarrikets gränser in i Mesopotamien. När Valerianus 260 tillfångatogs av Shahpour I förblev Odaenathus lojal mot romarna för att förebygga att hans stad inte föll i Shahpours händer och tillfogade dennes armé ett allvarligt nederlag när den var på väg hem.
Som ett erkännande av Odenathus seger över perserna och för att ha drivit bort dem från provinsen Mesopotamien samt besegrat usurpatorn Quietus, gav Valerianus son och efterträdare, kejsar Gallienus, honom 262 titeln corrector totius Orientis, härskare över hela Östern. Han blev därmed Gallenius medkejsare. Som kung av Palmyra kallade han sig "konungars konung".
Odenathus och en av hans söner blev mördade 267/268 varefter hans hustru Zenobia övertog regentskapet i kungariket Palmyra för parets minderårige son Vaballathus.